# St. Anna (Kumlinge)

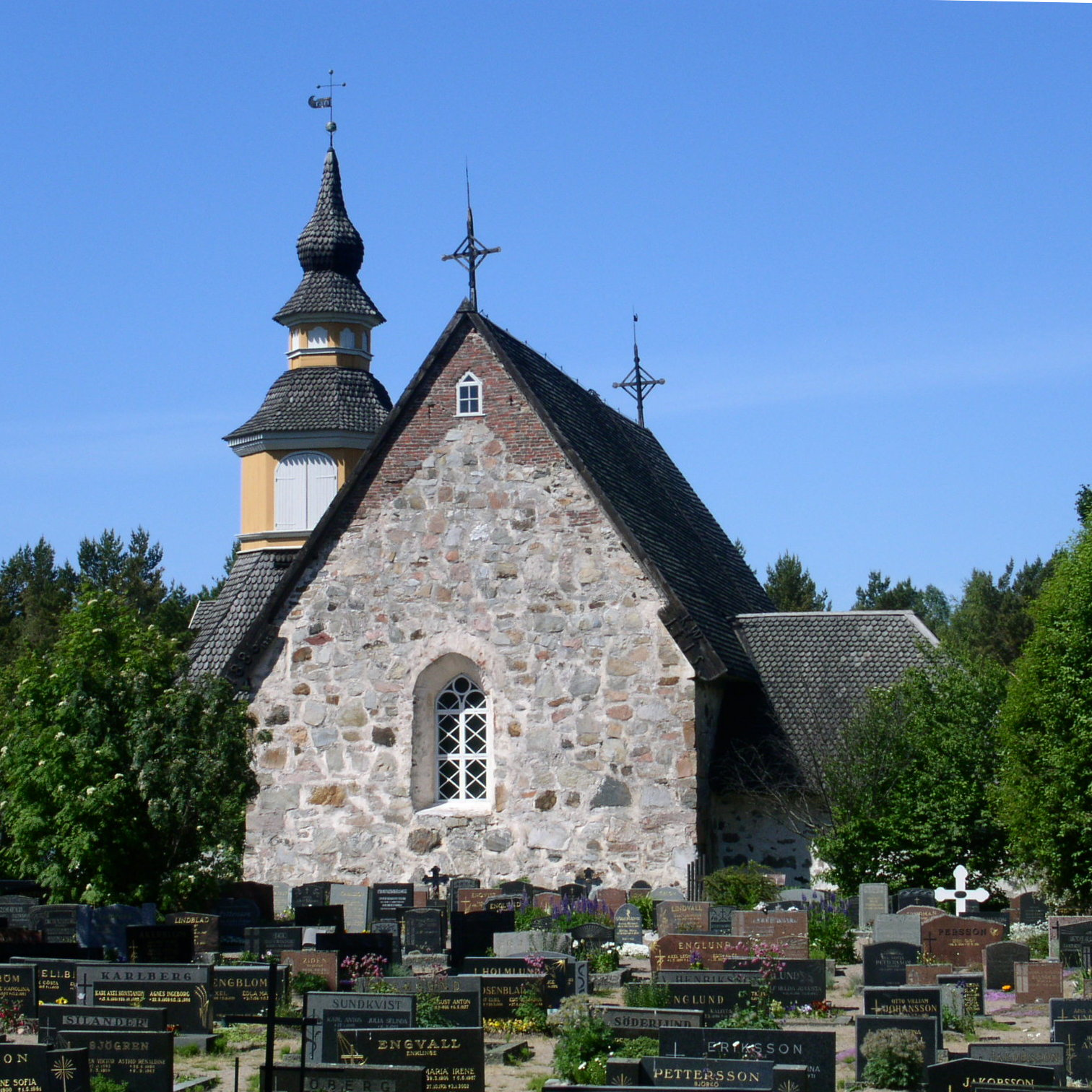
St. Anna in Kumlinge

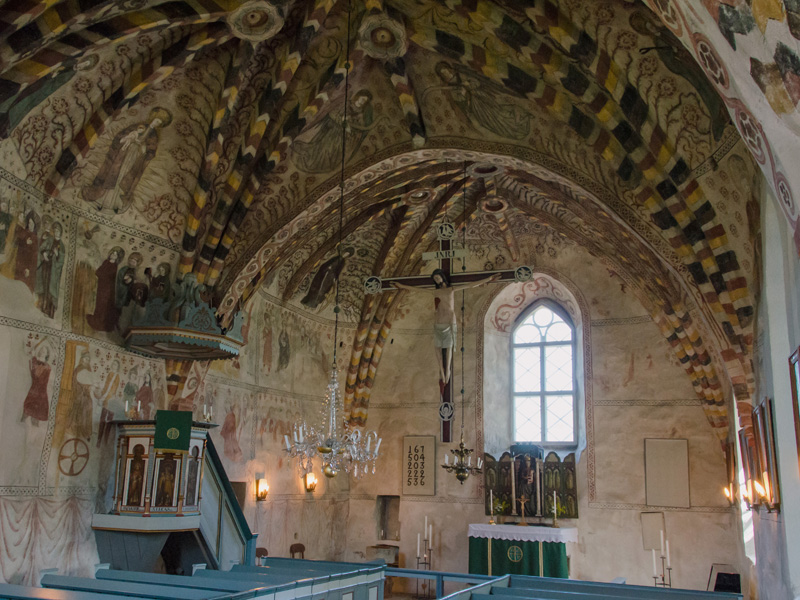
Innenraum

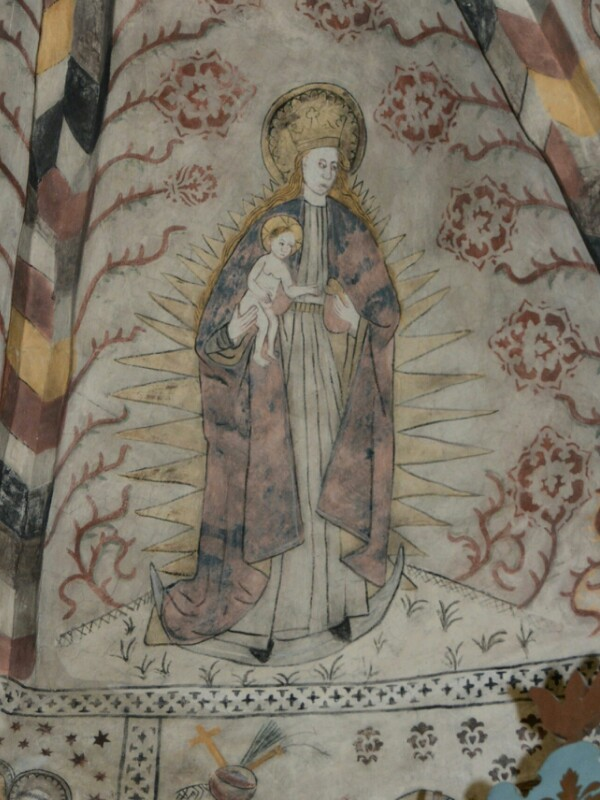
Maria

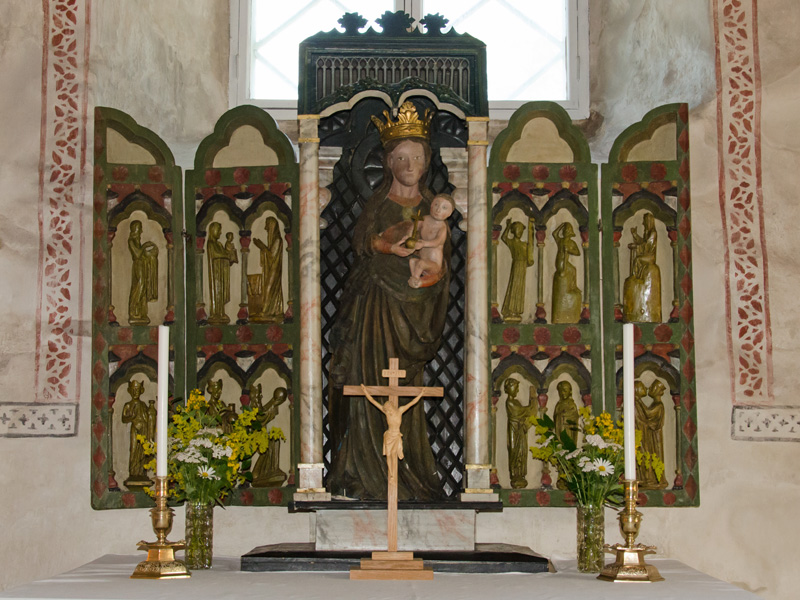
Flügelaltar

Die einschiffige evangelisch-lutherische Saalkirche in Kumlinge (Finnland) ist St. Anna geweiht, der Mutter der Jungfrau Maria. 1484 wurde sie das erste Mal in einer Urkunde erwähnt. Der Glockenturm ist 1767 erbaut worden.

## Ausstattung

### Kalkgemälde
Die Gemälde sind um 1500 gemalt worden. Sie bilden eine eigene Gruppe unter den Kalkgemälden und haben keine direkten Gegenstücke weder in Schweden noch in Finnland. Ihnen am nächsten kommen die Gemälde in der Kirche von Hattula in Finnland. Der Maler sowie seine Helfer sind unbekannt.
Die Bilder an der südlichen Wand stellen Jesus und die Jünger dar. Sie sind vermutlich aus dem 17. Jahrhundert.

### Flügelaltar
Der Flügelaltar ist Mitte des 13. Jahrhunderts datiert. Er ist der älteste auf Åland und in Finnland gibt es nicht vergleichbares. Der Altarschrank ist im französischen Stil geschnitzt. Die Schrankflügel sind in kleine Nischen eingeteilt, in denen fein geschnitzte Figuren stehen, die das Mysterium der Geburt Christi darstellen.
Die Madonna mit dem Kind in der Mitte des Altarschranks stammt von 1440.

### Triumphkreuz
Das Triumphkreuz stammt aus dem Ende des 13. Jahrhunderts. Auf seiner Hinterseite finden wir dunkelrote Blumen mit fünfgeteilten Kronenblättern in den ursprünglichen Farben.
Das Kreuz ähnelt denjenigen, die es in den Kirchen von Finström und Letala gibt. Es ist mit Endscheiben versehen, die Evangelistensymbole umschließen. Die Hände von Christus sind zum Trotz der Festnagelung so geformt, dass die Finger die bekannte Segnungsgeste bilden: Zwei Finger für die beiden Seiten Christi (wahrer Mensch und wahrer Gott), drei Finger für die heilige Dreieinigkeit.

### Holzstatue
Das Holzgesicht stellt wahrscheinlich Christus als König dar, der wahre Mensch an der rechten Seite Gottes. Ihre Gestalt ist der Statue im Flügelaltar sehr ähnlich.